# Crataegus jonesae
Crataegus jonesae — вид квіткових рослин із родини трояндових (Rosaceae).

## Біоморфологічна характеристика
Це дерево чи кущ 60–70 дм заввишки. Нові гілочки ± густо притиснуто запушені, 1-річні блідо-коричневі, 2-річні оливково-сірі, старші сірі; колючки на гілочках прямі або вигнуті, 1-річні каштано-коричневі, 2-річні блискучі темно-коричневі або чорні, стрункі або міцні, 3–6 см. Листки: ніжки листків 1.5–3.5 см, трохи запушені, не залозисті; листові пластини від широко-яйцеподібної до широко ромбо-еліптичної або майже круглої, 4–7(8) см, основа звужена, часточки (4 чи)5–9 на кожному боці, верхівки часток зазвичай гострі, краї 2-пилчасті, нижня поверхня густо притиснуто запушена на жилках, верхня — притиснуто запушена молодою, пізніше запушена чи гола. Суцвіття 8–15(20)-квіткові, нещільні. Квітки 18–23 мм у діаметрі; гіпантій густо запушений; чашолистки 6–8 мм; тичинок 10; пиляки рожеві. Яблука яскраво-червоні, довгасті чи зворотно-яйцюваті, 10–15 мм у діаметрі, запушені, голі. Період цвітіння: червень; період плодоношення: вересень і жовтень.

## Ареал
Зростає на сході Канади (Нью-Брансвік, Нова Шотландія, Онтаріо, Квебек) й на північному сході США (Мен, Міннесота, Нью-Гемпшир, Нью-Йорк, Род-Айленд, Вермонт).
Населяє лісові проталини, береги струмків, скелясті береги; на висотах 10–200 метрів.